# Ashagy-Ayyply
Ashagy-Ayyply är en ort i Azerbajdzjan.   Den ligger i distriktet Tovuz Rayonu, i den västra delen av landet, 300 kilometer väster om huvudstaden Baku. Ashagy-Ayyply ligger 368 meter över havet och antalet invånare är 9 983.
Terrängen runt Ashagy-Ayyply är varierad. Runt Ashagy-Ayyply är det ganska tätbefolkat, med 108 invånare per kvadratkilometer.. Närmaste större samhälle är Shamkhor, 19,9 kilometer sydost om Ashagy-Ayyply.
Trakten runt Ashagy-Ayyply består till största delen av jordbruksmark.